# Пятницкий сельсовет (Измалковский район)
Пятницкий сельсовет — сельское поселение в Измалковском районе Липецкой области Российской Федерации.
Административный центр — село Пятницкое.

## История
Статус и границы сельского поселения установлены Законом Липецкой области от 23 сентября 2004 года № 126-ОЗ «Об установлении границ муниципальных образований Липецкой области»

## Население
| 2010 | 2012 | 2013 | 2014 | 2015 | 2016 | 2017 |
| ---- | ---- | ---- | ---- | ---- | ---- | ---- |
| 695  | →695 | ↗701 | ↗703 | ↘684 | →684 | →684 |
| 2018 | 2021 |      |      |      |      |      |
| ↘675 | ↘659 |      |      |      |      |      |

## Состав сельского поселения
| № | Населённый пункт | Тип населённого пункта       | Население |
| - | ---------------- | ---------------------------- | --------- |
| 1 | Пятницкое        | село, административный центр | ↘659      |